# Euphyia mediovittaria
Euphyia mediovittaria är en fjärilsart som beskrevs av Moore 1867. Euphyia mediovittaria ingår i släktet Euphyia och familjen mätare. Inga underarter finns listade i Catalogue of Life.